# Bầu cử tổng thống Hoa Kỳ 1828
Cuộc bầu cử tổng thống Hoa Kỳ năm 1828 là cuộc bầu cử tổng thống bốn năm một lần lần thứ 11. Nó được tổ chức từ ngày 31 tháng 10 đến ngày 2 tháng 12 năm 1828. Nó có một trận tái đấu của cuộc bầu cử năm 1824, giữa Trong cuộc bầu cử này, Tổng thống John Quincy Adams của Đảng Cộng hòa Quốc gia đối mặt với Andrew Jackson của Đảng Dân chủ. Cả hai đảng đều là các đảng mới và đây là cuộc bầu cử tổng thống đầu tiên mà các ứng cử viên của họ tranh đấu với nhau. Chiến thắng của Jackson trước Adams đánh dấu sự khởi đầu của sự thống trị của đảng Dân chủ trong chính trị liên bang.
Với sự sụp đổ của Đảng Liên bang, bốn thành viên của Đảng Dân chủ Cộng hòa, bao gồm Jackson và Adams, đã tìm kiếm chức tổng thống trong cuộc bầu cử năm 1824. Jackson đã giành được đa số (nhưng không phải đa số tuyệt đối) cả đại cử tri và phổ thông đầu phiếu trong cuộc bầu cử năm 1824, nhưng đã thua cuộc bầu cử phụ được tổ chức tại Hạ viện. Sau cuộc bầu cử, những người ủng hộ Jackson cáo buộc Adams và Henry Clay đã đạt được một " món hời tham nhũng ", trong đó Clay đã giúp Adams giành chiến thắng trong cuộc bầu cử phụ để đổi lấy vị trí Ngoại trưởng. Sau cuộc bầu cử năm 1824, những người ủng hộ Jackson ngay lập tức bắt đầu kế hoạch tái đấu vào năm 1828, và Đảng Dân chủ Cộng hòa đã tách ra thành Đảng Cộng hòa Quốc gia và Đảng Dân chủ trong nhiệm kỳ tổng thống của Adams.
Chiến dịch năm 1828 được đánh dấu bằng một số lượng lớn " sa lầy ", vì cả hai đảng đều tấn công phẩm chất cá nhân của ứng cử viên của đảng đối lập. Jackson thống trị ở miền Nam và miền Tây, được hỗ trợ một phần bởi việc thông qua Biểu thuế năm 1828. Adams càn quét New England nhưng chỉ thắng ba bang nhỏ khác. Với việc tiếp tục mở rộng quyền bầu cử cho hầu hết nam giới da trắng, cuộc bầu cử đã đánh dấu sự mở rộng đáng kể của đại cử tri, với 9,5% người Mỹ bỏ phiếu cho tổng thống, so với 3,4% vào năm 1824. Một số bang đã chuyển sang bỏ phiếu phổ thông bầu tổng thống, để lại Nam Carolina và Delaware là những bang duy nhất mà cơ quan lập pháp chọn đại cử tri tổng thống.
Cuộc bầu cử đánh dấu sự trỗi dậy của Dân chủ Jackson và sự chuyển đổi từ Hệ thống Đảng thứ nhất sang Hệ thống Đảng thứ hai. Các nhà sử học tranh luận về tầm quan trọng của cuộc bầu cử, với nhiều ý kiến cho rằng nó đánh dấu sự khởi đầu của nền chính trị Mỹ hiện đại bằng cách loại bỏ những rào cản chính đối với sự tham gia của cử tri và thiết lập một hệ thống hai đảng ổn định. Jackson trở thành tổng thống đầu tiên có bang quê hương không phải là Massachusetts hay Virginia, trong khi Adams là người thứ hai thất cử trong nỗ lực tái cử, sau cha anh, John Adams.

## Bối cảnh
Trong khi Andrew Jackson giành được đa số phiếu đại cử tri và số phiếu phổ thông trong cuộc bầu cử năm 1824, ông đã thua John Quincy Adams khi cuộc bầu cử phụ diễn ra tại Hạ viện (theo các điều khoản của Tu chính án thứ 12 của Hiến pháp Hoa Kỳ, cuộc bầu cử tổng thống trong đó không có ứng cử viên nào giành được đa số tuyệt đối phiếu đại cử tri được quyết định bởi một cuộc bầu cử phụ tại Hạ viện). Henry Clay, ứng cử viên không thành công và là Chủ tịch Hạ viện vào thời điểm đó, coi thường Jackson, một phần là do họ tranh giành phiếu bầu của các bang miền Tây trong cuộc bầu cử, và ông đã chọn ủng hộ Adams, điều này dẫn đến việc Adams được bầu làm tổng thống trong lá phiếu đầu tiên.
Vài ngày sau cuộc bầu cử, Adams bổ nhiệm Clay làm Ngoại trưởng, một vị trí do Adams và ba người tiền nhiệm trực tiếp nắm giữ trước khi trở thành tổng thống. Jackson và những người theo của ông đã nhanh chóng cáo buộc Clay và Adams đã thực hiện một " món hời tham nhũng ", và tiếp tục sỉ nhục tổng thống cho đến cuộc bầu cử năm 1828.
Sau cuộc bầu cử năm 1824, Đảng Dân chủ Cộng hòa sụp đổ khi nền chính trị quốc gia ngày càng trở nên phân cực giữa những người ủng hộ Adams và những người Dân chủ Jackson. Khởi đầu của cuộc bầu cử tổng thống, những người ủng hộ Jackson đã củng cố số lượng của họ trong Quốc hội trong cuộc bầu cử Quốc hội năm 1826, với đồng minh của Jackson là Andrew Stevenson được chọn làm Chủ tịch Hạ viện mới vào năm 1827 trước đồng minh Adams là Chủ tịch John W. Taylor.

## Đề cử

### Đề cử của Đảng Dân chủ Jackson
| Đề cử của Đảng Dân chủ Jackson năm 1828                      |                                       |
| Andrew Jackson                                               | John C. Calhoun                       |
| cho tổng thống                                               | cho phó tổng thống                    |
|                                                              |                                       |
| Cựu Thượng nghị sĩ Hoa Kỳ từ Tennessee 1797-1798 & 1823-1825 | Phó Tổng thống Hoa Kỳ thứ 7 1825-1832 |
| Chiến dịch                                                   |                                       |

Trong vòng vài tháng sau lễ nhậm chức của John Quincy Adams vào năm 1825, cơ quan lập pháp Tennessee đã tái đề cử Jackson làm tổng thống, do đó tạo tiền đề cho cuộc tái đấu giữa hai chính trị gia rất khác nhau này trong ba năm sau đó. Những người chống đối Adams trong Quốc hội, bao gồm cả người ủng hộ William H. Crawford, Martin Van Buren, đã tập hợp xung quanh việc Jackson ứng cử. Những người ủng hộ Jackson tự gọi mình là đảng viên Đảng Dân chủ và sẽ chính thức tổ chức thành Đảng Dân chủ ngay sau cuộc bầu cử của ông. Với hy vọng đoàn kết những người phản đối Adams, Jackson đã tranh cử cùng Phó Tổng thống đương nhiệm John C. Calhoun. Tuy nhiên, Calhoun sẽ từ chối lời mời gia nhập Đảng Dân chủ và thay vào đó thành lập Đảng Nullifier sau cuộc bầu cử; Nullifier phần lớn sẽ vẫn liên kết với Đảng Dân chủ trong vài năm tới, nhưng cuối cùng đã chia rẽ với Jackson về vấn đề quyền của các bang trong nhiệm kỳ đầu tiên của ông. Không có phiên họp kín đề cử của quốc hội hoặc đại hội toàn quốc được tổ chức.

### Đề cử Đảng Chống Jackson
| Đề cử Đảng chống Jackson năm 1828 |                                           |
| John Quincy Adams                 | Richard Rush                              |
| cho tổng thống                    | cho phó tổng thống                        |
|                                   |                                           |
| Tổng thống Hoa Kỳ thứ 6 1825-1829 | Bộ trưởng Ngân khố Hoa Kỳ thứ 8 1825-1829 |
| Chiến dịch                        |                                           |

Tổng thống Adams và các đồng minh của ông, bao gồm Ngoại trưởng Clay và Thượng nghị sĩ Daniel Webster của Massachusetts, được gọi là Đảng Cộng hòa Quốc gia. Đảng Cộng hòa Quốc gia có tổ chức kém hơn đáng kể so với Đảng Dân chủ, và nhiều nhà lãnh đạo đảng không chấp nhận kỷ nguyên mới của chiến dịch vận động quần chúng. Adams được đề cử lại với sự tán thành của các cơ quan lập pháp tiểu bang và các cuộc biểu tình đảng phái. Đối với đảng Dân chủ, không có phiên họp kín đề cử hoặc đại hội quốc gia nào được tổ chức. Adams đã chọn Bộ trưởng Tài chính Richard Rush, một người Pennsylvania nổi tiếng với quan điểm bảo thủ, làm liên danh cùng mình. Adams, người nổi tiếng ở New England, hy vọng sẽ tập hợp một liên minh trong đó có Clay thu hút cử tri phương Tây, Rush thu hút cử tri ở các bang trung tâm, và Webster chiến thắng các cựu thành viên của Đảng Liên bang.

## Tổng tuyển cử

### Chiến dịch

"Vài lời kể về những việc làm đẫm máu của Tướng Andrew Jackson",

Chiến dịch này được đánh dấu bằng một lượng lớn các ngôn từ gây khó chịu. Cuộc hôn nhân của Jackson bị tấn công ác ý. Khi Jackson kết hôn với người vợ Rachel vào năm 1791, cặp đôi tin rằng cô đã ly hôn, tuy nhiên vụ ly hôn vẫn chưa được hoàn tất nên anh phải tái hôn với cô sau khi các giấy tờ pháp lý hoàn tất. Trong tay chiến dịch Adams, điều này đã trở thành một vụ bê bối. Charles Hammond, trên tờ Cincinnati Gazette của mình, đã hỏi: "Liệu một người phụ nữ bị kết án ngoại tình và người chồng cận kề của cô ấy có được đưa vào các văn phòng cao nhất của vùng đất tự do và Cơ đốc giáo này không?"  Jackson cũng bị tấn công nặng nề với tư cách là một thương nhân buôn bán nô lệ, người đã mua và bán nô lệ và di chuyển họ bất chấp các tiêu chuẩn đạo đức hiện đại (anh ta không bị tấn công vì chỉ sở hữu nô lệ được sử dụng trong đồn điền). The Coffin Handbills đã tấn công Jackson vì những lời tuyên án, hành quyết những kẻ đào ngũ và tàn sát các ngôi làng Ấn Độ, và cả thói quen đấu tay đôi của anh ta.
Jackson tránh nêu rõ các vị trí trong vấn đề, thay vào đó vận động tranh cử dựa trên phẩm chất cá nhân của mình và sự phản đối của ông đối với Adams. Adams tránh vận động phổ biến, thay vào đó nhấn mạnh sự ủng hộ của ông đối với các vấn đề cụ thể. Lời khen ngợi của Adams về những cải tiến nội bộ ở châu Âu, chẳng hạn như "ngọn hải đăng trên bầu trời" (đài quan sát), trong thông điệp hàng năm đầu tiên của ông trước Quốc hội, và đề nghị của ông rằng Quốc hội không "bị lừa dối bởi ý chí của các cử tri của chúng ta" đã được chú ý trong và ngoài của báo chí. John Randolph tuyên bố trước Thượng viện rằng ông "sẽ không bao giờ bị đánh bại bởi bất kỳ quyền lực nào, hãy cứu hiến pháp và ý chí của những người lập pháp của tôi." Jackson viết rằng một chính phủ xa hoa kết hợp với sự khinh miệt của các thành phần có thể dẫn đến chế độ chuyên quyền, nếu không được kiểm tra bởi "tiếng nói của người dân." Vận động tranh cử hiện đại cũng được giới thiệu bởi Jackson. Mọi người hôn trẻ sơ sinh, đi dã ngoại, và bắt đầu nhiều truyền thống khác trong chiến dịch.

### Ý kiến từ Jefferson
Thomas Jefferson đã viết thư để đáp lại Jackson vào tháng 12 năm 1823, kèm theo lời mời đến dinh thự của ông ở Monticello: "Tôi vui mừng nhớ lại những công việc chung của chúng ta khi ở Thượng viện cùng nhau trong thời gian thử thách lớn và chiến đấu cam go, những trận chiến thực sự của lời nói, không phải bằng máu, như những người bạn đã chiến đấu rất nhiều vì vinh quang của chính bạn & của đất nước bạn; với sự đảm bảo rằng những nỗ lực của tôi sẽ tiếp tục không bị ảnh hưởng, hãy chấp nhận điều mà tôi rất tôn trọng & cân nhắc. " 
Jefferson thất vọng viết về kết quả của cuộc bầu cử phụ năm 1825 đối với ứng cử viên được bầu chọn trong phiên họp kín của Quốc hội William H. Crawford, nói rằng ông đã hy vọng sẽ chúc mừng Crawford nhưng "các sự kiện không như chúng tôi mong muốn." 
Trong cuộc bầu cử tiếp theo, những người ủng hộ Jackson và Adams đã thấy giá trị trong việc thiết lập quan điểm của Jefferson về các ứng cử viên tương ứng và chống lại phe đối lập của họ. Jefferson mất ngày 4 tháng 7 năm 1826.
Mục tiêu của báo chí ủng hộ Adams là miêu tả Jackson như một "thủ lĩnh quân đội đơn thuần."  Edward Coles kể lại rằng Jefferson đã nói với ông trong một cuộc trò chuyện vào tháng 8 năm 1825 rằng ông sợ sự nhiệt tình của quần chúng đối với Jackson: "Nó đã khiến tôi nghi ngờ nhiều hơn bất cứ điều gì xảy ra kể từ cuộc Cách mạng của chúng ta." Coles sử dụng ý kiến của Thomas Gilmer để tự bảo vệ mình; Gilmer cho biết Jefferson đã nói với ông tại Monticello trước cuộc bầu cử của Adams vào năm 1825, "Một người cũng có thể làm thủy thủ của một con gà trống, hoặc một người lính của một con ngỗng, với tư cách là Tổng thống của Andrew Jackson."  Daniel Webster, người cũng đang ở Monticello vào thời điểm đó, cũng đưa ra báo cáo tương tự. Webster ghi lại rằng Jefferson đã nói với ông vào tháng 12 năm 1824 rằng Jackson là một kẻ nguy hiểm không thích hợp cho chức vụ tổng thống. Sử gia Sean Wilentz mô tả lời tường thuật của Webster về cuộc họp là "không hoàn toàn đáng tin cậy."  Người viết tiểu sử Robert V. Remini nói rằng Jefferson "không yêu thích lớn với Jackson." 
Gilmer cáo buộc Coles đã trình bày sai, vì quan điểm của Jefferson đã thay đổi, Gilmer nói. Con rể của Jefferson, cựu Thống đốc Virginia, Thomas Mann Randolph, Jr., cho biết vào năm 1826 rằng Jefferson có một "thái độ căm ghét mạnh mẽ" đối với Henry Clay. Randolph công khai tuyên bố rằng Jefferson đã trở nên thân thiện với sự ứng cử của Jackson ngay từ mùa hè năm 1825, có lẽ vì cáo buộc "món hời tham nhũng", và nghĩ về Jackson như "một người đàn ông trung thực, chân thành, có đầu óc rộng lớn và mạnh mẽ; của các nguyên tắc chính trị đúng đắn nhất " và " hy vọng duy nhất còn lại" để đảo ngược các quyền lực ngày càng tăng do chính phủ liên bang đảm nhận. Những người khác cũng nói điều tương tự, nhưng Coles không thể tin rằng quan điểm của Jefferson đã thay đổi.
Năm 1827, Thống đốc Virginia, William B. Giles đã công bố một bức thư của Jefferson nhằm giữ bí mật cho Richmond Enquirer của Thomas Ritchie. Nó được viết sau thông điệp hàng năm đầu tiên của Adams gửi tới Quốc hội và nó chứa đựng một cuộc tấn công từ Jefferson vào chính quyền đương nhiệm. Giles nói rằng báo động của Jefferson là với việc chiếm đoạt quyền của các bang, chứ không phải với một "thủ lĩnh quân đội". Jefferson đã viết, "tổng hợp các quyết định của tòa án liên bang, các học thuyết của Tổng thống và các cấu trúc sai của hiến pháp do cơ quan lập pháp của liên bang hành động, và rõ ràng là ba nhánh cầm quyền trong đó bộ phận kết hợp để tước bỏ các đồng nghiệp của họ, các cơ quan chức năng Nhà nước, các quyền lực do họ bảo lưu, và tự thực hiện mọi chức năng đối ngoại và đối nội." Về những người theo chủ nghĩa Liên bang, ông tiếp tục, "Nhưng điều này mở ra với sự tiếp cận sức mạnh rộng lớn từ những tân binh trẻ hơn của họ, những người, không có cảm xúc hay nguyên tắc gì của năm 76, giờ đây trông vào một chính phủ duy nhất và lộng lẫy của một tầng lớp quý tộc, được thành lập về các tổ chức ngân hàng và các tổ chức tiền bạc dưới vỏ bọc và áo choàng của các chi nhánh sản xuất, thương mại và hàng hải được ưa chuộng của họ, cưỡi ngựa và cai trị những người cày thuê bị cướp bóc và ăn mày. "  Jacksonians và những người bảo vệ quyền lợi của các bang đã báo trước việc xuất bản của nó; những người ủng hộ Adams cảm thấy đó là một triệu chứng của lão hoá. Giles đã bỏ qua một bức thư trước đó ca ngợi Adams của Jefferson vì vai trò của ông trong lệnh cấm vận năm 1808. Thomas Jefferson Randolph đã sớm thu thập và xuất bản thư từ của Jefferson.

### Kết quả
Việc lựa chọn đại cử tri bắt đầu vào ngày 31 tháng 10 với các cuộc bầu cử ở Ohio và Pennsylvania, và kết thúc vào ngày 13 tháng 11 với cuộc bầu cử ở Bắc Carolina. Cử tri đoàn đã họp vào ngày 3 tháng 12.
Adams đã giành chiến thắng ở các bang mà cha ông đã thắng trong cuộc bầu cử năm 1800 (các bang New England, New Jersey và Delaware) và Maryland, nhưng Jackson đã thắng tất cả các bang còn lại và thắng cuộc bầu cử.
Đảng Dân chủ ở Georgia đã vô vọng chia thành hai phe (Troup và Clark) vào thời điểm đó. Mặc dù vậy, cả hai phe đều đề cử Jackson làm Tổng thống, với cuộc bầu cử chủ yếu là phép thử sức mạnh của hai phe này - các đại cử tri Adams tranh cử ở vị trí thứ ba rất kém, chỉ với 3,21% số phiếu bầu. Phe chiến thắng, nhận được đa số phiếu 3.000 phiếu, không được cam kết cho bất kỳ ứng cử viên Phó Tổng thống nào; do đó, bảy trong số chín Đại cử tri Tổng thống bỏ phiếu cho Jackson làm Tổng thống đã chọn William Smith làm Phó Tổng thống.
Đây là cuộc bầu cử cuối cùng mà đảng Dân chủ thắng Kentucky cho đến năm 1856 và là cuộc bầu cử cuối cùng mà đảng Dân chủ thắng South Carolina cho đến năm 1840. Đây cũng là cuộc bầu cử duy nhất mà Maine, New Hampshire, New Jersey và Vermont bỏ phiếu cho Đảng Cộng hòa Quốc gia, lần cuối cùng New Hampshire bỏ phiếu chống lại Đảng Dân chủ cho đến năm 1856 và lần cuối cùng Maine làm như vậy cho đến năm 1840.
Đây cũng là cuộc bầu cử duy nhất trong đó xảy ra sự phân chia phiếu đại cử tri ở Maine cho đến cuộc bầu cử năm 2016, cuộc bầu cử đầu tiên mà liên danh chiến thắng không có sự cân bằng Bắc-Nam và cuộc bầu cử đầu tiên mà hai người miền Bắc tranh cử với hai người miền Nam.
| Ứng cử viên tổng thống          | Đảng                           | Bang nhà                       | Phiếu Phổ thống                | Phiếu Phổ thống                | Phiếu Đại cử tri | Liên danh                           | Liên danh    | Liên danh        |
| Ứng cử viên tổng thống          | Đảng                           | Bang nhà                       | Số phiếu                       | %                              | Phiếu Đại cử tri | Ứng cử viên phó tổng thống          | Bang nhà     | Phiếu Đại cử tri |
| ------------------------------- | ------------------------------ | ------------------------------ | ------------------------------ | ------------------------------ | ---------------- | ----------------------------------- | ------------ | ---------------- |
| Andrew Jackson                  | Dân chủ                        | Tennessee                      | 642.553                        | 55,97%                         | 178              | John Caldwell Calhoun (đương nhiệm) | Nam Carolina | 171              |
| Andrew Jackson                  | Dân chủ                        | Tennessee                      | 642.553                        | 55,97%                         | 178              | William Smith                       | Nam Carolina | 7                |
| John Quincy Adams (đương nhiệm) | Cộng hòa quốc gia              | Massachusetts                  | 500.897                        | 43,63%                         | 83               | Richard Rush                        | Pennsylvania | 83               |
| Khác                            | Khác                           | Khác                           | 4,568                          | 0,40%                          | -                | Khác                                | Khác         | -                |
| Tổng cộng                       | Tổng cộng                      | Tổng cộng                      | 1.148.018                      | 100%                           | 261              |                                     |              | 261              |
| Cần thiết để giành chiến thắng  | Cần thiết để giành chiến thắng | Cần thiết để giành chiến thắng | Cần thiết để giành chiến thắng | Cần thiết để giành chiến thắng | 131              |                                     |              | 131              |

| \| Popular vote \| Popular vote \| Popular vote \| Popular vote \| Popular vote \| \| ------------ \| ------------ \| ------------ \| ------------ \| ------------ \| \| \| \| \| \| \| \| Jackson \| Jackson \| \| 55.97% \| 55.97% \| \| Adams \| Adams \| \| 43.63% \| 43.63% \| \| Other \| Other \| \| 0.40% \| 0.40% \| |         |  |        |        |
| Popular vote |         |  |        |        |
| |         |  |        |        |
| Jackson | Jackson |  | 55.97% | 55.97% |
| Adams | Adams   |  | 43.63% | 43.63% |
| Other | Other   |  | 0.40%  | 0.40%  |

| \| Electoral vote—President \| Electoral vote—President \| Electoral vote—President \| Electoral vote—President \| Electoral vote—President \| \| ------------------------ \| ------------------------ \| ------------------------ \| ------------------------ \| ------------------------ \| \| \| \| \| \| \| \| Jackson \| Jackson \| \| 68.20% \| 68.20% \| \| Adams \| Adams \| \| 31.80% \| 31.80% \| |         |  |        |        |
| Electoral vote—President |         |  |        |        |
| |         |  |        |        |
| Jackson | Jackson |  | 68.20% | 68.20% |
| Adams | Adams   |  | 31.80% | 31.80% |

| \| Electoral vote—Vice President \| Electoral vote—Vice President \| Electoral vote—Vice President \| Electoral vote—Vice President \| Electoral vote—Vice President \| \| ----------------------------- \| ----------------------------- \| ----------------------------- \| ----------------------------- \| ----------------------------- \| \| \| \| \| \| \| \| Calhoun \| Calhoun \| \| 65.52% \| 65.52% \| \| Rush \| Rush \| \| 31.80% \| 31.80% \| \| Smith \| Smith \| \| 2.68% \| 2.68% \| |         |  |        |        |
| Electoral vote—Vice President |         |  |        |        |
| |         |  |        |        |
| Calhoun | Calhoun |  | 65.52% | 65.52% |
| Rush | Rush    |  | 31.80% | 31.80% |
| Smith | Smith   |  | 2.68%  | 2.68%  |

## Hệ quả
Rachel Jackson đã bị đau ngực trong suốt chiến dịch, và bà đã bị tổn thương bởi những cuộc tấn công cá nhân vào cuộc hôn nhân của mình. Bà bị bệnh và mất vào ngày 22 tháng 12 năm 1828. Jackson cáo buộc chiến dịch của Adams, và Henry Clay thậm chí còn hơn thế nữa, đã gây ra cái chết của bà, nói rằng, "Tôi có thể và thực sự tha thứ cho tất cả kẻ thù của mình. Nhưng những kẻ khốn nạn hèn hạ đã vu khống nàng phải cầu xin Chúa thương xót. " 
Andrew Jackson tuyên thệ nhậm chức tổng thống vào ngày 4 tháng 3 năm 1829. Sau lễ nhậm chức, một đám đông đã vào Nhà Trắng để bắt tay tân tổng thống, làm hỏng đồ đạc và đèn. Jackson trốn thoát qua phía sau, và những bát chứa rượu có cồn được dựng lên để thu hút đám đông bên ngoài. Những người bảo thủ đã rất kinh hoàng trước sự kiện này và coi nó như một dấu hiệu của những điều khủng khiếp xảy ra từ vị tổng thống đầu tiên của đảng Dân chủ.